# Echinophora spinosa
Il finocchio litorale spinoso (Echinophora spinosa L., 1753) è una pianta della famiglia delle Apiacee. Presente ovunque nelle zone litoranee del bacino del Mediterraneo, è conosciuta localmente con una serie di innumerevoli nomi comuni.

## Etimologia
Il nome scientifico della specie è stato definito da Linneo nella pubblicazione Species Plantarum del 1753.

## Descrizione

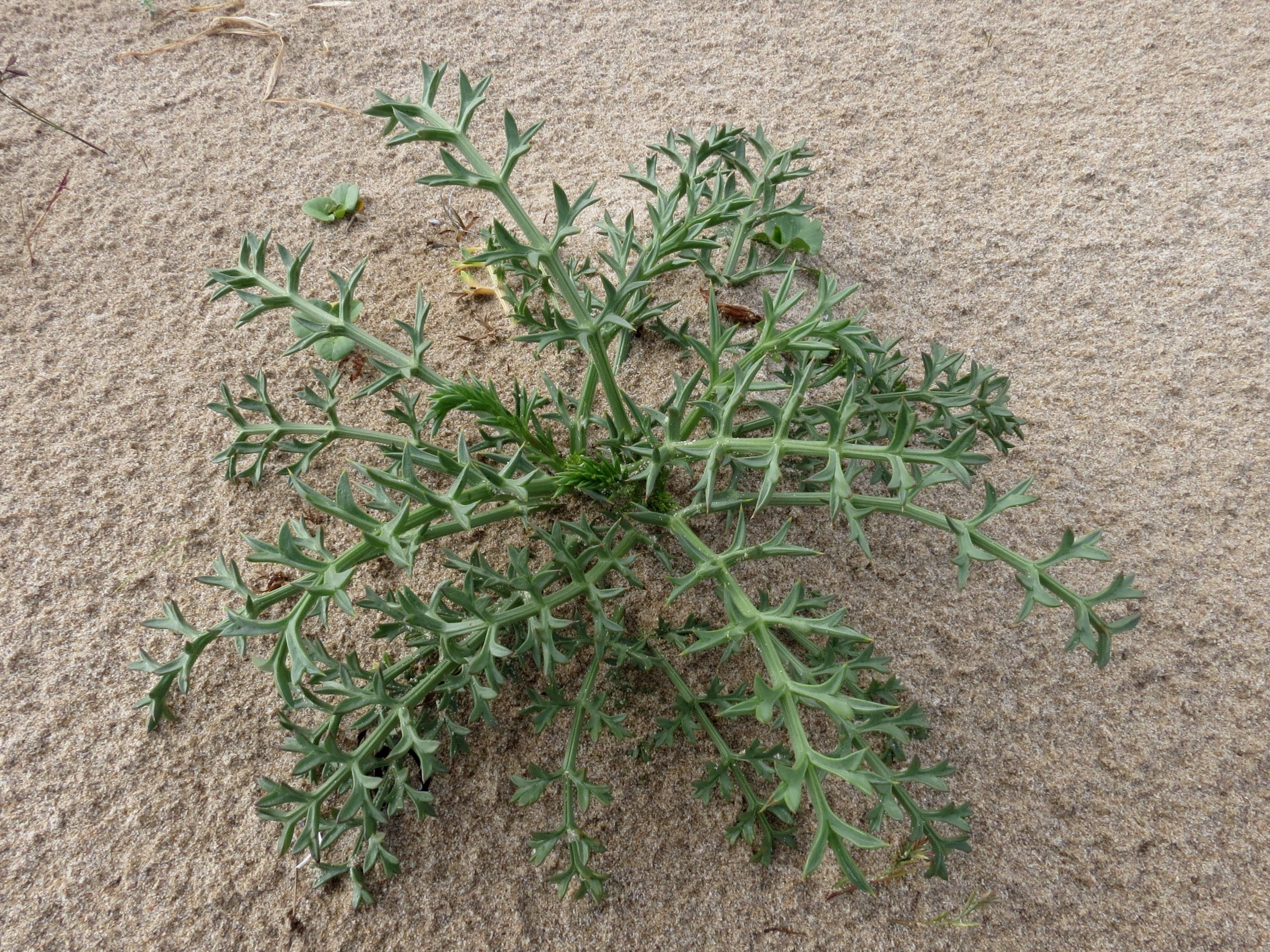
La pianta ancora priva di infiorescenze.

È una pianta erbacea perenne che cresce su suolo sabbioso, tipicamente sulle dune costiere (vegetazione psammofila) che grazie al suo rizoma, necessario per la ricerca di tracce di umidità, rimane saldamente aggrappata al terreno nel quale è immerso; serpeggiante e lungo fino a un metro, questo presenta annulature trasversali con squame grigiastre terminali.
La specie, semisucculenta, presenta peculiarità comuni ad altre piante che proliferano nell'ambiente marino, in grado di sopportare la salsedine e i venti salmastri, e capace di trarre nutrimento dai composti organici depositati sulle spiagge dalle maree. Caratterizzata dalla parte aerea che muore nel periodo invernale, è costituita da fusti robusti, scanalati, molto ramificati, pubescenti, di color verde grigiastro, che si innalzano fino a 60–70 cm. Le foglie, evolutesi per meglio resistere all'ambiente ostile, terminano all'apice con una spina rigida e si presentano rade e rigide, profondamente divise, a lobi trigoni, carenati sotto, solcati sopra.
L'antesi copre un periodo che va da giugno a settembre, con le infiorescenze poste alla sommità del fusto riunite a ombrello, a 6-10 raggi, costituito da un fiore centrale, ermafrodito, circondato da fiori maschili, tutti di dimensioni minime, bianchi o screziati di rosso, avvolte da un involucro di brattee rigide lanceolato-spinose. Ogni apparato riproduttivo consta in un ovario infero formato da cinque petali liberi, che una volta fecondato si trasforma in un frutto secco, diachenio e ovoide, con stili eretti persistenti.
L'Echinophora spinosa, come altre che costituiscono l'associazione vegetativa detta Ammofileto, risulta inoltre fondamentale per il consolidamento del substrato della prima vera fascia dunale fissa.

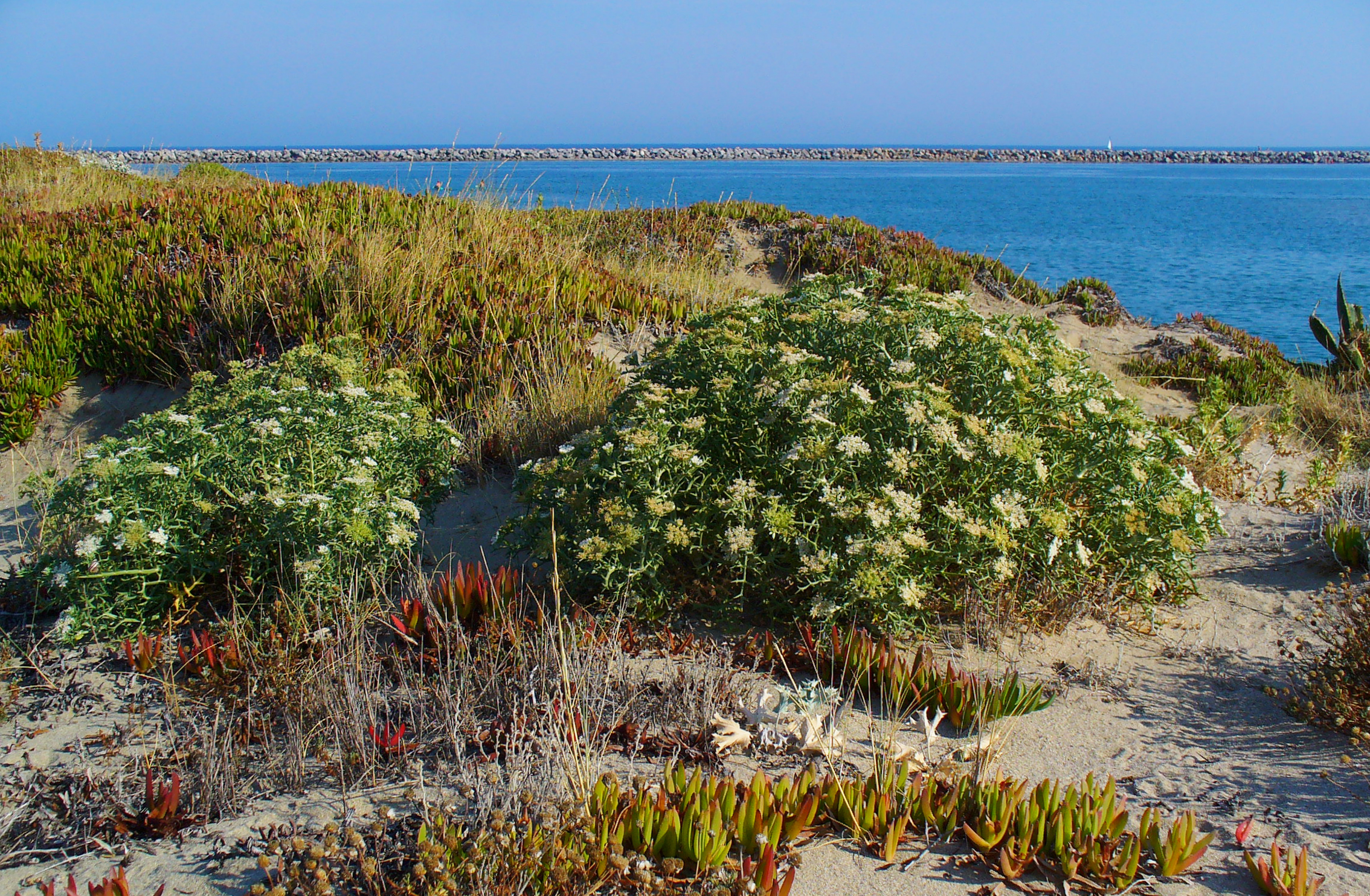
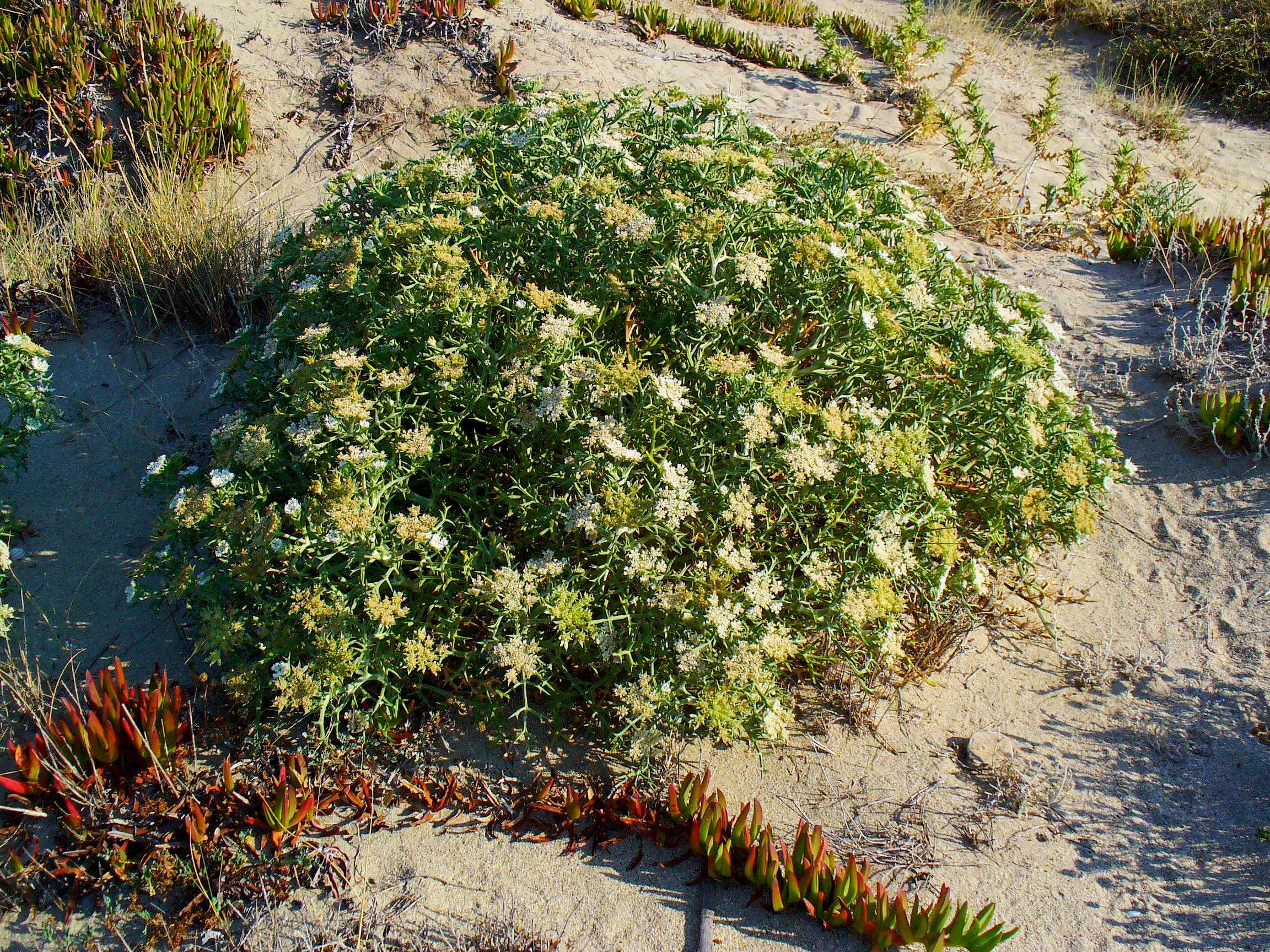
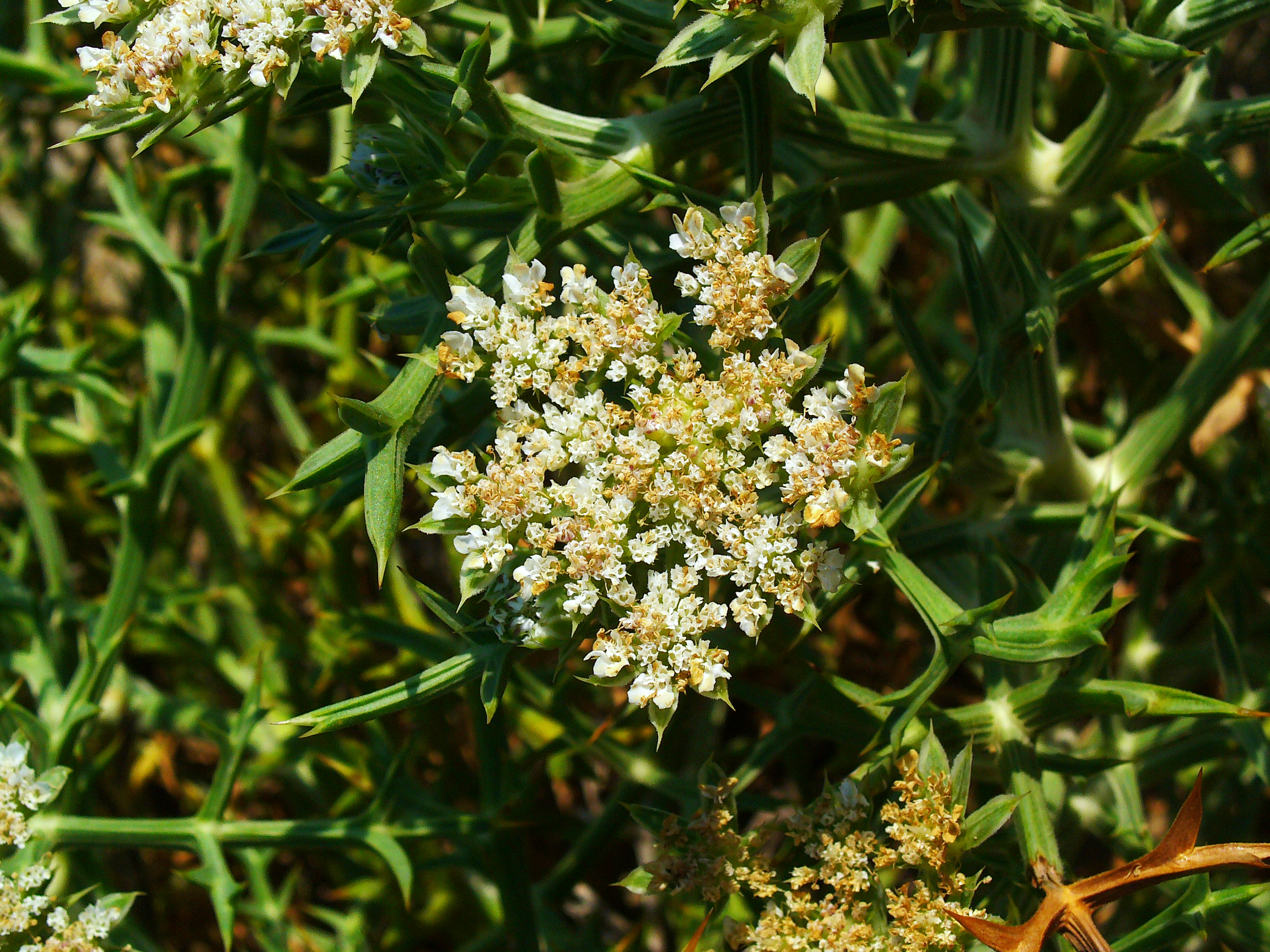

## Biologia
La forma biologica della pianta è camefita scaposa (Ch scap), cioè è una pianta perennante legnosa alla base, con gemme svernanti poste ad un'altezza dal suolo tra i 2 ed i 30 cm (camefita), e asse fiorale allungato spesso privo di foglie (scaposa).

## Distribuzione e habitat
La specie è endemica del bacino del Mediterraneo, presente nelle zone costiere tra il livello del mare (litorali sabbiosi, fascia delle prime dune) e i 50 m di altitudine, in Europa, nella fascia che va dalla costa orientale della Spagna passando per la Francia meridionale, tutta la penisola italiana, fino all'alto Mare Adriatico, isole maggiori comprese (Corsica, Sardegna e Sicilia) oltre al Nordafrica (Algeria).